# Gamelan jegog

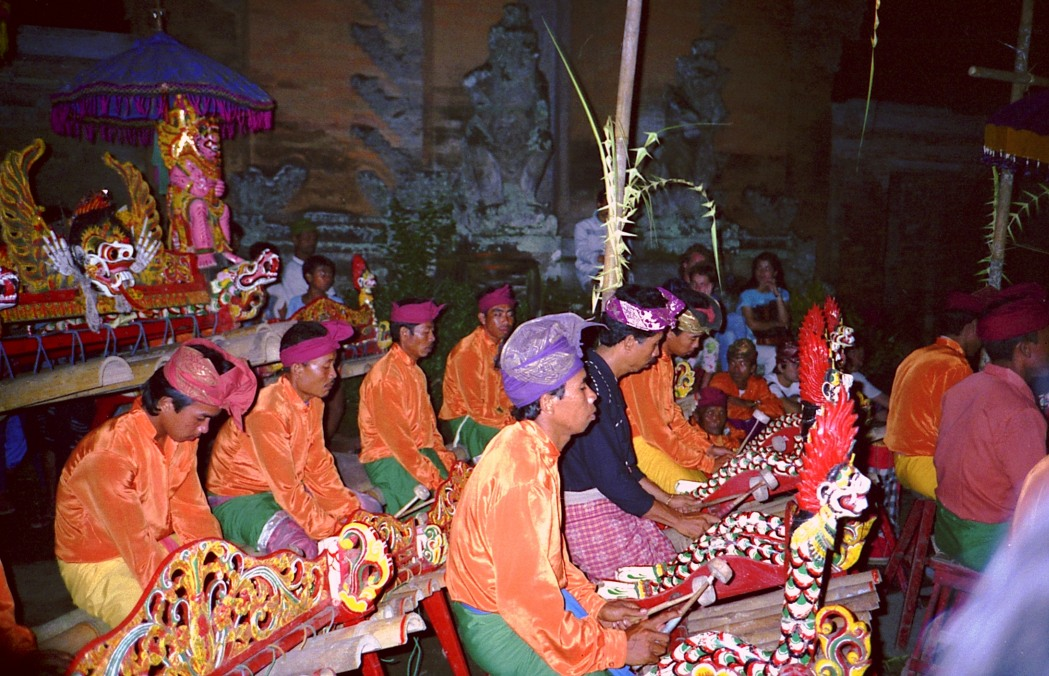
Concert de Gamelan jegog a l'any 1989

El Gamelan jegog és una forma de música de gamelan autòctona de l'illa indonèsia de Bali constituït per instruments fets de bambú. Concrectament, és tradicional i originari de Jembrana, una regió de l'oest de Bali. Durant els últims anys, la popularitat del jegog ha començat a estendre's per altres regions de Bali, donant llocs a grups que s'han establert al centre de Bali per entretenir els turistes. Gràcies a enregistraments i a l'interès generat entre turistes també ha agafat certa projecció internacional. Fora de Bali, però, quasi no hi ha grups de jegog, exceptuant almenys dos grups al Japó (Sekar Sakura i Geinoh Yamashirogumi, havent estat utilitzats en 4 temes d'aquests últims per a la pel·lícula Akira, així com en el tema final de Ecophony Rinne), un als Estats Units (Sekar Jaya) i un altre a Alemanya.
La música per a jegog és ràpida, forta, rítmica i precisa. Les peces duren des d'uns pocs minuts fins a mitja hora .

## Instruments
Els instruments del jegog es basen en una escala de quatre tons que s'acosten en afinació als d'un acord de sèptima de dominant en la música occidental. Cada instrument del conjunt té vuit làmines de bambú. Alguns instruments tenen dos làmines per a cada to lleugerament desafinats, de manera que es produeix un efecte de batement anomenat ombak quan es toquen alhora. Altres instruments tenen un àmbit de dues octaves, quatre tons en una octava baixa i els mateixos quatre una octava més alta. En aquest cas s'aparellen dos instruments lleugerament desafinats entre ells per mantenir aquest batement. El conjunt cobreix un àmbit de cinc octaves.
Els instruments de la majoria de conjunts jegog estan fets de tubs de bambú. Aquests es tallen per un extrem i se'n treu la meitat del tub. L'altre extrem es deixa intacte i fa la funció de ressonador per la part tallada. Les làmines queden suspesos en un marc de fusta i es colpejen amb baquetes (panggul), fetes de fusta o goma. També hi ha conjunts jegog constituïts d'instruments anomenats jegog tingklik. Aquests instruments són més petits i s'utilitzen principalment amb nens. Les làmines estan fetes de llistons de bambú disposats sobre una caixa ressonadora.

### Eljegog
L'instrument més greu en un conjunt jegog també s'anomena jegog. De fet, el conjunt pren el seu nom d'aquest instrument. Les làmines del jegog mesuren fins a 3 metres de longitud i arriben a tons de 60 hertzs. L'instrument és tan gros i les baquetes pesen tant que es necessiten dues persones per tocar-lo. Els músics encarregats de tocar-lo s'ajupen sobre una plataforma a la part superior de l'instrument i toquen les làmines en alternància. El jegog fa servir l'octava més greu de tot el conjunt. Tenint en compte que cada parell de tons desafinen fins a 7 hertzs un respecte l'altre, en aquesta octava la diferència és gairebé d'un to sencer. Les tecles estan disposades seguint l'ordre 1' 2' 3' 4' 1 2 3 4, on 1 seria la nota més greu del mode i 4 la més aguda. Les quatre làmines de l'esquerra són els tons més alts de cada parella i les quatre de la dreta, els més baixos.

### Instruments melòdics
Una octava per sobre del jegog hi trobem un instrument anomenat undir, i una altra per sobre, el kuntung. Aquests instruments són prou petits com per ser tocats per una persona cadascun. El undir és prou gran perquè l'intèrpret hagi de ajupir-se en una plataforma a la part superior per tocar-lo. En total hi ha dos undir i dos kuntung. Ambdós tenen la mateixa disposició de làmines que el jegog. Aquests cinc instruments toquen junts la melodia (panet). Alguns conjunts tenen una flauta petita anomenada suling que també toca la melodia.

### Instruments ambkotekan
Cadascun dels 9 instruments restants abasta dues octaves i estan disposats en 1 2 3 4 5 5 6 7 8, on els nombres de 5 a 8 són, d'1 a 4, una octava per sobre. El més baix d'aquests instruments, anomenat el barangan, abasta les mateixes octaves que l'undir i el kuntung. El següent, més agut, és el kancil, que comença amb l'octava del kuntung i es prolonga una octava més aguda. El següent més agut, i el més agut del conjunt, és el suir, que arriba una octava més amunt. De cadascun d'aquests tres tipus en trobem tres exemplars.
El barangan toca la melodia el doble de ràpid que els altres instruments mèlodics. Com que la velocitat sovint acaba sent molt elevada, els intèrprets s'alternen les notes de la melodia. El kantil  i el suir toquen patrons intercalats anomenats kotekan, i de vegades els barangan també toquen aquests patrons. Els barangan se situen a la part frontal del conjunt. Dels tres, el que se situa al mig és el director de tot el gamelan. Els altres intèrprets miren el director per reaccionar als canvis rítmics i de tempo.

### Variacions d'instrumentació
Una versió reduïda del gamelan jegog gamelan pot prescindir dels dos kuntung i els tres suir. Aquest conjunt més petit és més antic que el descrit a dalt.
Quan acompanya dansa, s'hi pot introduir un kendang (tambor), ceng-ceng (cròtals) i tawa-tawa (un gong que s'encarrega de portar la pulsació).